# Лоример, Джордж
Джордж Лоример (англ. George Horace Lorimer; 1867 — 1937) — американский журналист, писатель и издатель.
Известен как многолетний редактор журнала (с 1899 по 1937 год) The Saturday Evening Post.

## Биография

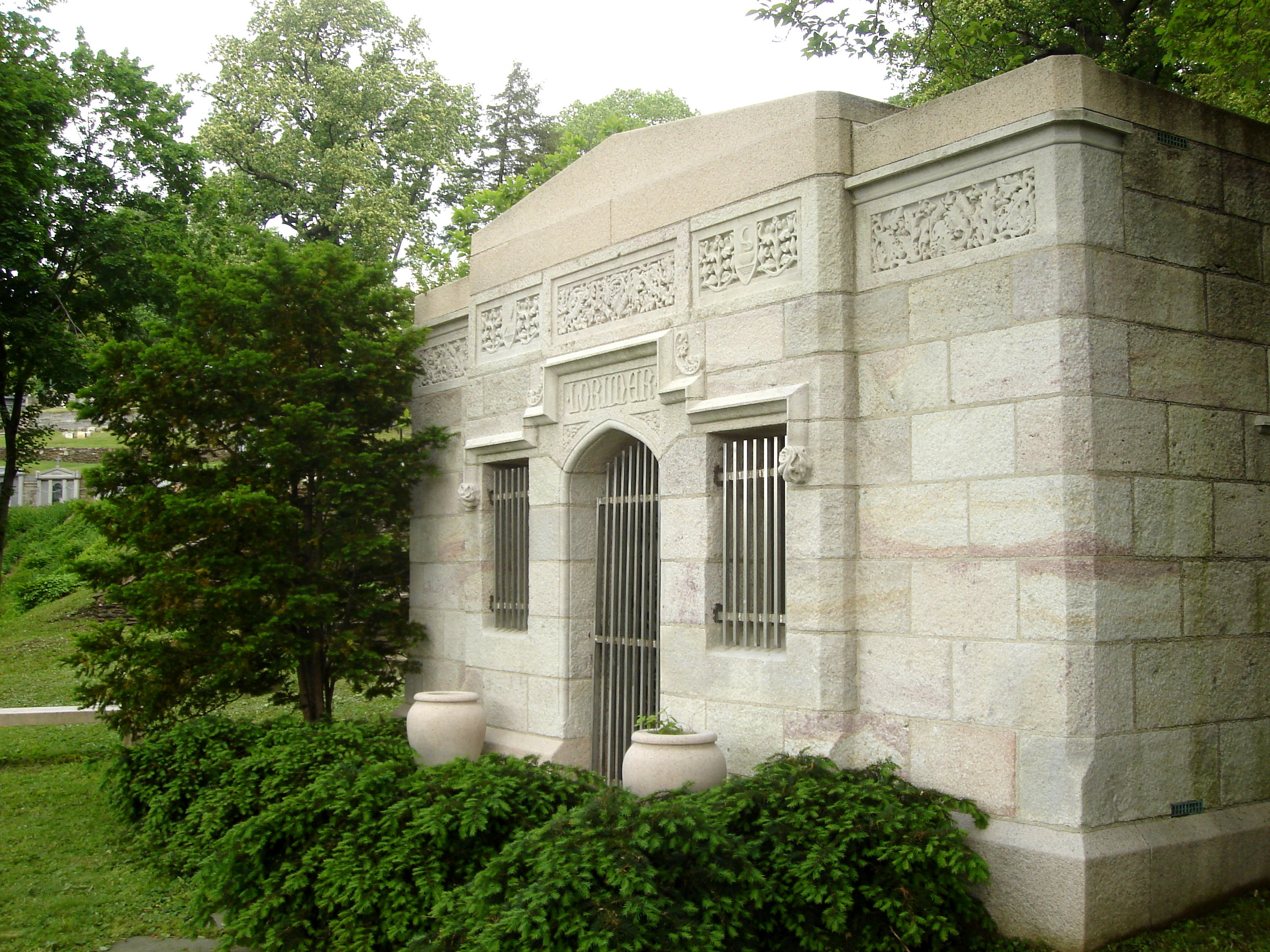
Могила Джлоржа Лоримера

Родился 6 октября 1867 года в Луисвилле, штат Кентукки, в семье преподобного George Claude Lorimer Belle Lorimer (урождённая Burford).
Джордж обучался в Moseley High School, Colby College и Йельском университете. Работал журналистом, в 1899 году стал главным редактором журнала Saturday Evening Post, издававшейся в Филадельфии, штат Пенсильвания. На этом посту он оставался до конца 1936 года, примерно за год до своей смерти. Также Джордж Лоример работал как вице-президент, президент и председатель совета директоров издательства Curtis Publishing Company, издававшего журнал.
В начале 1900-х годов Лоример опубликовал несколько книг, в том числе Letters from a Self-Made Merchant to His Son, Old Gorgon Graham и The False Gods.
Умер 22 октября 1937 года от рака горла. Был похоронен в Филадельфии на кладбище Laurel Hill Cemetery.
Был женат с 1892 года на Alma Viola Ennis Lorimer (1870–1941), у них были дети: Belle Burford Lorimer (1898–1908), Graeme Lorimer (1903–1983), George Burford Lorimer (1908–1952) и Georgia Bell Lorimer (1909–1992).
Джордж Лоример владел имением в городе Wyncote, штат Пенсильвания, недалеко от Филадельфии. Большинство зданий имения в настоящее время используется в качестве кампуса Ancillae Assumpta Academy. Часть Лоример-парка в городе Абингтон в этом же штате площадью 230 акров (0,93 км²) стало общественным парком по завещанию семьи Лоримеров.
«Хорошо иметь деньги и обладать вещами, которые можно купить за деньги. Но, при этом, хорошо также время от времени проверять себя и убеждаться в том, что вы не утратили тех вещей, которые за деньги не купишь.»
Джордж Хорас Лоример